# Tatort: Aus der Tiefe der Zeit
Aus der Tiefe der Zeit ist ein Fernsehfilm aus der Krimireihe Tatort. Der für den Bayerischen Rundfunk produzierte Beitrag mit dem Münchner Ermittlerduo Batic und Leitmayr wurde am 27. Oktober 2013 in Deutschland, Österreich und der Schweiz erstgesendet. Dominik Graf inszenierte ihn, entgegen den Stilkonventionen von Fernsehkrimis, mit raschem Erzähltempo, vielen Schnitten und dramaturgischen Auslassungen. Im Mittelpunkt steht der Untergang einer wohlhabenden Familie, vor dem Hintergrund von Baukorruption und Gentrifizierung.

## Handlung
Der junge Architekt Florian Holzer wird tot im Aushub einer Baugrube gefunden. Er ist der Sohn der einstigen Zirkusprinzessin und heutigen Familienchefin Magda Holzer, die ihn schon vor acht Monaten als vermisst gemeldet hatte. Die Kommissare Batic und Leitmayr ermitteln daraufhin im Umfeld der Familie, die mit den Hausbediensteten Rosl und Ante in einer Villa am Isarhochufer in Pullach lebt. Florian war nicht der leibliche Sohn von Magda Holzer. Sie hatte ihn während ihrer Artistenlaufbahn adoptiert und später noch einen eigenen Sohn, Peter, bekommen. Beide sind dann erfolgreich in eine Baufirma eingestiegen. Peter Holzer gibt an, dass es aus betrieblichen Gründen öfter zwischen ihnen Streit gab, aber ansonsten hätten sie sich gut verstanden und sich sogar die Geliebte und ehemalige Artistin Liz Bernard geteilt, die jetzt bei Peter Holzer wohnt. 
Im Rahmen ihrer Firmentätigkeit ist die Familie Holzer in dubiose Bauvorhaben im Münchener Westend verwickelt. Das vorwiegend von ärmeren Leuten und Zuwanderern bewohnte Viertel soll mit teuren Neubauten aufgewertet werden. Als vorübergehender Nachbar (wegen Bauarbeiten in der eigenen Wohnung) macht Leitmayr Bekanntschaft einer Anwohnerin, Angelina Winkler, die sich in einer Bürgerinitiative gegen die Bauvorhaben wehrt. Holzer ist somit nicht sehr beliebt. Leitmayr vermutet hier beziehungsweise im Umfeld des Korruptionsgeschehens, in das der halbe Stadtrat verwickelt ist, den Täter.
Da Florian Holzer mit einem gezielten Schlag gegen den Kehlkopf getötet wurde und danach offensichtlich ausgeraubt wurde, hört sich Batic in einer Spielothek im Münchner Westend um, das für seine Kleinkriminellen bekannt ist. Der Besitzer kennt sich zwar in diesem Milieu aus, verweigert jedoch jede Mitarbeit. Als er einem Spieler Geld für den Automaten leiht und dieser daraufhin eine hohe dreistellige Summe gewinnt, hat Batic in ihm einen dankbaren Informanten gefunden. Dennoch bringt es Batic nicht weiter auf die Spur des Mörders.
Unerwartet dreht Peter Holzer durch. Er fährt mit seinem Auto in das Frisör-Geschäft des Hem Staufacher und schießt anschließend auf Piet Jansen, den Freund von Angelina Winkler, der ihm zufällig begegnet. Als Batic und Leitmayr an den Tatort gerufen werden, finden sie Jansen verletzt und Staufacher tot in seiner Wohnung. Er ist allerdings bereits vor einigen Stunden an einer Überdosis Amphetamine gestorben. Als dringend Tatverdächtiger soll Peter Holzer festgenommen werden. Er ist stark angetrunken und hat sich in der Villa in Pullach verschanzt. Batic will zu ihm über den Balkon vordringen, doch als Holzer ihn am Fenster bemerkt, erschießt er sich.
Für die Ermittler ist der Vorfall mysteriös und über die Befragung von Magda Holzer und Liz Bernard versuchen sie Licht ins Dunkel zu bringen. Magda Holzer gibt an, dass sie sich bei Staufacher öfter hat frisieren lassen, doch in letzter Zeit habe er sie und ihren Sohn mit Anrufen belästigt und eine Abfindung gefordert, da ihm der Mietvertrag für sein Geschäft gekündigt worden ist. Daraufhin habe sie ihrem Sohn erklärt, dass er die Sache regeln solle. Beim Abhören von Holzers Anrufbeantworter bekommen die Ermittler den Eindruck, dass es sich allerdings eher um eine Erpressung handeln könnte, als nur um eine einfache Abfindungsforderung.
Batic und Leitmayr bekommen Kontakt zu dem Kroaten Alex Kovacz, der Stammkunde bei Staufacher war und im Frisör-Geschäft oft mit ihm über vergangene Ereignisse gesprochen hatte. Als ehemaliger Hausmeister der Pullacher Villa weiß er, dass Magda Holzer die Villa von dem SS-Offizier Schwertfeger, bei dem ihre Mutter als Hausmädchen gearbeitet hatte, 1947 zwar offiziell geerbt, aber sie und ihre Mutter beim Tod des Offiziers nachgeholfen hatten. Da dieser sich zu Kriegsende verstecken musste, hatten sie ihn einfach im Keller des Hauses eingeschlossen und verhungern lassen. So finden die Kommissare heraus, dass Florian Holzer von der mörderischen Vorgeschichte des Hauses erfahren hatte und er das Ganze öffentlich machen wollte. Liz Bernard versuchte dies zu verhindern, denn sie sollte nach dem Willen von Magda Holzer die Villa eines Tages erben. Mithilfe des Hausdieners Ante wollte sie Florian und auch Staufacher einen Denkzettel verpassen, was allerdings schief ging und in beiden Fällen tödlich endete. Als Peter Holzer am Tag seines Amoklaufs den toten Staufacher in dessen Wohnung liegen sah, ahnte er, dass nun die Schuld, die seine Familie auf sich geladen hatte, sein ganzes Leben aus der Bahn reißen und er ruiniert sein würde, was ihn zum Selbstmord trieb.

## Hintergrund
Das Drehbuch verarbeitet Elemente aus der Kurzgeschichte Der Untergang des Hauses Usher von Edgar Allan Poe. Der Künstlername der Magda Holzer bezieht sich auf die reale Calamity Jane (dt. Katastrophen-Jane), eine US-amerikanische Wild-West-Persönlichkeit im späten neunzehnten Jahrhundert, die als Reiterin und Kunstschützin auftrat. 
Aus der Tiefe der Zeit wurde vom 16. April 2013 bis 19. Mai 2013 in München und Umgebung unter dem Arbeitstitel Der Zirkus ist aus gedreht. Dabei führte Dominik Graf nach einer Pause von 18 Jahren erstmals wieder Regie bei einem Tatort. Damals hatte er die vielbeachtete Tatortfolge Frau Bu lacht für den Bayerischen Rundfunk inszeniert.

## Rezeption

### Kritiken
Mehrere Kritiker betonten, dass der Erzählstil dem Zuschauer viel Konzentration abverlange, und „schnell das Nachsehen hat, wer nicht ganz bei der Sache ist.“ Erwähnt wurden die schauspielerischen Leistungen von Meret Becker und Erni Mangold.
Dieser Tatort-Film befreie sich von den Konventionen des Fernsehkrimis, meinte Claudia Schwartz in der Neuen Zürcher Zeitung, und sei ein nicht an der Einschaltquote orientiertes, „ästhetisch ambitioniertes Fernseh-Kino, das überbordende Einfälle und überraschende Pointen pflegt“. Sandra Zistl vom Focus präzisierte: „Was diesem ‚Tatort‘ gelingt, ist leider kein Standard der Serie: Die Brisanz und die Tiefe des Themas, die historische Dimensionen annehmen, werden nicht durch bedeutungsvolle Blicke oder dramatische Musik herausposaunt, sondern entstehen aus einem Puzzle aus Einzelschicksalen und kleinen Bemerkungen und Gesten.“

„Graf […] treibt nun für Schwamms Städtebau-Krimiplot seine in den letzten Jahren kultivierten Stilmittel auf die Spitze: Siebziger-Jahre-Zooms, harte Schnitte, diskontinuierliches Erzählen und fliegende Ortswechsel fordern den Zuschauern höchste Konzentration ab.“

„Ein hervorragend inszenierter, extrem mutiger Tatort, der manchmal sogar heimelig wird. 'Essen muss der Mensch', sagt Kommissar Batic. Aber nicht mal dieser Satz ist so dahingesagt.“

### Einschaltquote
Die Erstausstrahlung von Aus der Tiefe der Zeit am 27. Oktober 2013 wurde in Deutschland von 9,26 Millionen Zuschauern gesehen und erreichte einen Marktanteil von 26,1 % für Das Erste. Bei einer Wiederholung am 20. Mai 2018 – einem Pfingstsonntag – erreichte der Tatort die beste Einschaltquote des Tages mit 4,29 Millionen Zuschauern und 15,2 % Marktanteil.